# Törökországi politikai pártok listája
A Törökországi politikai pártok listája a többpártrendszerű Törökország politikai pártjait tartalmazza. Bár az országban nagyon sok párt működik, a parlamentbe mindössze néhány erősebbnek sikerül bejutnia.

## Nagy pártok
| # | Párt                                    | Párt                                                      | Párt                                                  | Vezető                              | Politikai elhelyezkedés                          | Ideológia                                                        | parlamenti mandátumok | fővárosi önkormányzat | nagyvárosi önkormányzatok | tartományi közgyűlések | Helyi képviselő-testület tagjainak száma |
| - | --------------------------------------- | --------------------------------------------------------- | ----------------------------------------------------- | ----------------------------------- | ------------------------------------------------ | ---------------------------------------------------------------- | --------------------- | --------------------- | ------------------------- | ---------------------- | ---------------------------------------- |
| 1 |                                         | AKP                                                       | Igazság és Fejlődés Pártja Adalet ve Kalkınma Partisi | Recep Tayyip Erdoğan                | Szélsőjobboldal                                  | Nemzeti konzervativizmus Szociálkonzervativizmus Neo-oszmánizmus | 286 / 600             | 15 / 30               | 742 / 1 355               | 757 / 1 272            | 10 173 / 20 745                          |
| 2 |                                         | CHP                                                       | Köztársasági Néppárt Cumhuriyet Halk Partisi          | Özgür Özel                          | Balközép                                         | Kemalizmus Szociáldemokrácia Szekularizmus                       | 134 / 600             | 11 / 30               | 241 / 1 355               | 182 / 1 272            | 4 608 / 20 745                           |
| 3 |                                         | HDP                                                       | Népi Demokrata Párt Halkların Demokratik Partisi      | Mithat SancarPervin Buldan          | Balközép és baloldal között                      | Kurd érdekképviselet Demokratikus szocializmus Szekularizmus     | 56 / 600              | 3 / 30                | 101 / 1 355               | 57 / 1 272             | 1 293 / 20 745                           |
| 4 |                                         | MHP                                                       | Nemzeti Mozgalom Pártja Milliyetçi Hareket Partisi    | Devlet Bahçeli                      | Szélsőjobboldal                                  | Török nacionalizmus Jobboldali populizmus                        | 48 / 600              | 1 / 30                | 233 / 1 355               | 188 / 1 272            | 2 819 / 20 745                           |
| 5 |                                         | İYİ                                                       | Jó Párt İYİ Parti                                     | Meral Akşener                       | Közép és jobboldal között                        | Török nacionalizmus Nemzet konzervativizmus Kemalizmus           | 37 / 600              | 0 / 30                | 24 / 1 355                | 23 / 1 272             | 1 092 / 20 745                           |
|   | Those who do not have a political group |                                                           |                                                       |                                     |                                                  |                                                                  |                       |                       |                           |                        |                                          |
|   |                                         | TİP                                                       | Török Munkáspárt Türkiye İşçi Partisi                 | Erkan Baş                           | Baloldal és szélsőbaloldal között                | Kommunizmus Marxizmus-leninizmus Baloldali populizmus            | 4 / 600               | 0 / 30                | 0 / 1 355                 | 0 / 1 272              | 0 / 20 745                               |
|   | DP                                      | Demokrata Párt Demokrat Parti                             | Gültekin Uysal                                        | jobbközép                           | Liberális konzervativizmus Jobboldali populizmus | 2 / 600                                                          | 0 / 30                | 8 / 1 355             | 1 / 1 272                 | 135 / 20 745           |                                          |
|   | MP                                      | Haza Párt Memleket Partisi                                | Muharrem İnce                                         | Balközép                            | Kemalizmus Szociáldemokrácia                     | 2 / 600                                                          | 0 / 30                | 1 / 1 355             | 0 / 1 272                 | 0 / 20 745             |                                          |
|   | BBP                                     | Nagy Egységpárt Büyük Birlik Partisi                      | Mustafa Destici                                       | Szélsőjobboldal                     | Török nacionalizmus                              | 1 / 600                                                          | 0 / 30                | 6 / 1 355             | 4 / 1 272                 | 165 / 20 745           |                                          |
|   | SP                                      | Boldogság Párt Saadet Partisi                             | Temel Karamollaoğlu                                   | Szélsőjobboldal                     | Millî Görüş                                      | 1 / 600                                                          | 0 / 30                | 21 / 1 355            | 3 / 1 272                 | 295 / 20 745           |                                          |
|   | DEVA                                    | Demokrácia és Fejlődés Pártja Demokrasi ve Atılım Partisi | Ali Babacan                                           | Közép és jobbközép között           | Liberális demokrácia Progresszivizmus            | 1 / 600                                                          | 0 / 30                | 0 / 1 355             | 0 / 1 272                 | 3 / 20 745             |                                          |
|   | DBP                                     | Demokratikus Régiók Párt Demokratik Bölgeler Partisi      | Saliha AydenizKeskin Bayındır                         | Baloldal                            | Demokratikus szocializmus Szociáldemokrácia      | 1 / 600                                                          | 0 / 30                | 0 / 1 355             | 0 / 1 272                 | 0 / 20 745             |                                          |
|   | YP                                      | Innováció Párt Yenilik Partisi                            | Öztürk Yılmaz                                         | Balközép                            | Kemalizmus                                       | 1 / 600                                                          | 0 / 30                | 0 / 1 355             | 0 / 1 272                 | 0 / 20 745             |                                          |
|   | ZP                                      | Győzelem Párt Zafer Partisi                               | Ümit Özdağ                                            | Jobboldal és szélsőjobboldal között | Török nacionalizmus Bevándorlásellenesség        | 1 / 600                                                          | 0 / 30                | 0 / 1 355             | 0 / 1 272                 | 0 / 20 745             |                                          |
|   |                                         | Függetlenek Bağımsızlar                                   |                                                       |                                     |                                                  | 5 / 600                                                          |                       |                       |                           |                        |                                          |
|   |                                         | Betöltetlen Boş                                           |                                                       |                                     |                                                  | 20 / 600                                                         |                       |                       |                           |                        |                                          |

## Kis pártok
| Megnevezés                                              | Ideológia                      | Elnök             | Alapítva |
| ------------------------------------------------------- | ------------------------------ | ----------------- | -------- |
| Törökországi Kommunista Párt Türkiye Komünist Partisi   | kommunizmus                    | Aydemir Güler     | 2001     |
| Demokrata Párt Demokrat Parti                           | konzervativizmus               | Mehmet Ağar       | 2007     |
| Boldogság Párt Saadet Partisi                           | radikális iszlamizmus          | Recai Kutan       | 2001     |
| Haza Pártja Yurt Partisi                                | török nacionalizmus            | Saadettin Tantan  | 2002     |
| Független Törökország Párt Bağımsız Türkiye Partisi     | iszlámista török nacionalizmus | Haydar Baş        | 2001     |
| Munkáspárt Emek Partisi                                 | kommunizmus                    | Levent Tüzel      | 1996     |
| Liberáldemokrata Párt Liberal Demokrat Parti            | liberalizmus                   | Cem Toker         | 1994     |
| Anyaföld Párt Anavatan Partisi                          | neoliberalizmus                | Erkan Mumcu       | 1983     |
| Nemzet Pártja Millet Partisi                            | török nacionalizmus            | Aykut Edebali     | 1992     |
| Népi Felemelkedés Pártja Halkın Yükselişi Partisi       | centrizmus                     | Yaşar Nuri Öztürk | 2005     |
| Szociáldemokrata Párt Toplumcu Demokratik Parti         | szociáldemokratizmus           | Sema Pişkinsüt    | 2002     |
| Szociáldemokrata Néppárt Sosyaldemokrat Halk Partisi    | szociáldemokratizmus           | Murat Karayalçın  | 2002     |
| Szocialista Köztársaságpárt Sosyalist Demokrasi Partisi | Szocializmus                   | Filiz Koçali      | 2002     |
| Munkások Pártja İşçi Partisi                            | Szocializmus                   | Doğu Perinçek     | 1992     |
| Fiatalok Pártja Genç Parti                              | nacionalizmus                  | Cem Uzan          | 2002     |

## Illegális szervezetek
- Bolsevik Párt (Észak-Kurdisztán)
- Törökországi Kommunista Párt
- Törökország Kommunista Munkásainak Pártja (DHKP-C)
- Marxista-Leninista Kommunista Párt (Marksist-Leninist Komünist Partisi)
- Forradalmi Népfelszabadítási Front(Dev Sol)
- Kurd Hezbollah
- Iszlám Kurdisztán Párt
- Hereketa İslamiya Kurdistan (Kurdisztán Iszlamista Mozgalom)
- Törökországi Fasiszta Párt